# Patricia Eachus

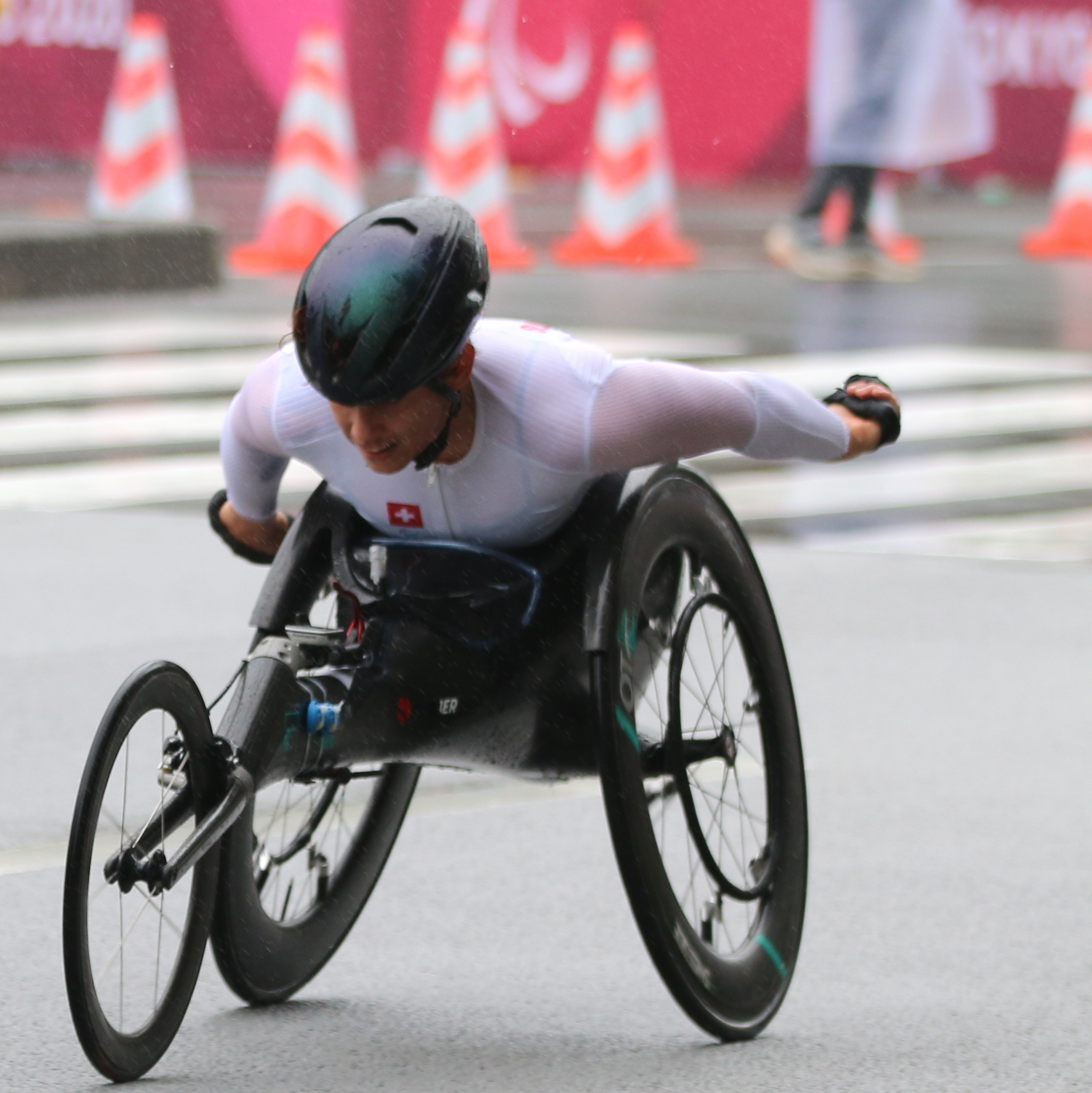
Patricia Eachus, Tokio 2021

Patricia Eachus (* 26. September 1989 in Zürich als Patricia Keller) ist eine Schweizer Rollstuhlsportlerin. Sie ist aktiv in der Startklasse T54 und nahm dreimal an den Paralympischen Spielen teil.

## Erfolge
An den Paralympischen Spielen in Tokio 2021 klassierte sie sich im Marathon mit einer persönlichen Bestzeit von 1:47,06 auf dem 9. Rang. Über dieselbe Distanz belegte sie an den Paralympischen Spielen in London 2012 den 10. Rang. An den Paralympischen Spielen 2024 in Paris erreichte sie über die 800-Meter-Distanz in den Vorläufen den 4. Rang (Gesamt: 11.), im Final des 1500-Meter-Rennens den 4. Rang, im 5000-Meter-Final ebenfalls den 4. Rang und im Marathon wurde sie 11.
2021 belegte sie an den Leichtathletik-Europameisterschaften in Bydgoszcz den 1. Rang über 800 Meter und 1500 Meter. Über die Distanz von 5000 Meter belegte sie den 3. Rang.
2020 beendete sie den London Marathon auf dem 4. Rang.

## Privates
Sie lebt gemeinsam mit ihrem Mann in Büron und arbeitet Teilzeit als Detailhandelsangestellte. Seit ihrer Geburt mit einem offenen Rücken, Spina bifida, ist sie auf den Rollstuhl angewiesen.